# 罗瑙伊-毛图什恰克·伊尔迪科
罗瑙伊-毛图什恰克·伊尔迪科（匈牙利語：Rónay-Matuscsák Ildikó，1946年3月25日—），匈牙利女子击剑运动员。她曾代表匈牙利参加1972年夏季奥林匹克运动会击剑比赛，获得一枚银牌。